# Петруро (Авелино)
Петруро је насеље у Италији у округу Авелино, региону Кампанија.
Према процени из 2011. у насељу је живело 905 становника. Насеље се налази на надморској висини од 420 м.